# Roeselia garuba
Roeselia garuba är en fjärilsart som beskrevs av William Schaus 1896. Roeselia garuba ingår i släktet Roeselia och familjen trågspinnare. Inga underarter finns listade.